# Le Buveur (roman)
Pour les articles homonymes, voir Le Buveur.
Le Buveur (Der Trinker) est un roman de Hans Fallada. L'auteur l'a rédigé en 1944 lors de sa détention à la prison d'Altstrelitz, où il purgeait une peine due aux conséquences de sa propre alcoolo-dépendance. Le roman a été publié de façon posthume en 1950.

## Arrière-plan biographique
Der Trinker est, avec Le Cauchemar (Der Alpdruck) édité en 1947, l'œuvre la plus personnelle de Fallada. Ce dernier avait écopé d'une peine de trois mois et demi de prison en raison d'une tentative présumée de meurtre de sa femme d'alors. En prison il a rédigé en secret une "confrontation intensive avec les humiliations et les crises personnelles des années passées". Le roman qui sera finalement publié après la mort de Fallada en 1947 est une partie de ce manuscrit.

## Synopsis
Les affaires d'Erwin Sommer sont depuis quelque temps dans une mauvaise passe. Alors que, par sa négligence, il a abandonné un gros contrat au profit de son jeune concurrent Heinze, il noie ses soucis avec une demi-bouteille de vin rouge. Contre la volonté de sa femme, Sommer se rend à Hambourg, où, en moins d'une semaine, il prend l'habitude de boire.
Sa femme découvre alors sa dépendance à l'alcool ainsi que la mauvaise situation du magasin et souhaite qu'il entre en thérapie : il est emmené par deux médecins dans l'établissement de soin mais s'échappe de la voiture lors du voyage. Après d'autres épisodes de rechute et de délinquance, il entre en prison, puis dans un établissement clos de soins. Lors de la seule visite que lui rend sa femme, elle lui apprend qu'elle s'est associé avec son jeune concurrent dont elle partage désormais la vie. Dans un accès de rage, Sommer perd alors le contrôle de soi. Son désespoir va croissant et après une longue abstinence forcée, il absorbe une grande quantité d'éthanol. Il est découvert et son enfermement pour une longue durée est décidé par le responsable de l'établissement.

## Adaptations
Der Trinker a été mis en images deux fois pour la télévision. Siegfried Lowitz a obtenu en 1967 la Goldene Kamera (Caméra d'or : un prix décerné par le magazine télévisuel allemand Hörzu) pour son interprétation du personnage principal.
Un nouveau téléfilm a été tourné pour la Westdeutscher Rundfunk en 1995, avec Harald Juhnke dans le rôle principal (mise en scène de Tom Toelle, scénario de Ulrich Plenzdorf).

## Édition
- Le Buveur (Der Trinker, 1950), Paris, Albin Michel, 1952. Traduit par Lucienne Foucraut et Jean Rounault.